# Grand Prix de Plumelec-Morbihan 2009
La 33e édition du Grand Prix de Plumelec-Morbihan a eu lieu le 30 mai 2009. La course fait partie du calendrier UCI Europe Tour 2009 en catégorie 1.1. Elle est la septième épreuve de la Coupe de France 2009.

## Classement final
|    | Coureur                | Équipe                    |    | Temps           |
| -- | ---------------------- | ------------------------- | -- | --------------- |
| 1  | Jérémie Galland        | Besson Chaussures-Sojasun | en | 4 h 24 min 50 s |
| 2  | Mickaël Larpe          | Roubaix Lille Métropole   |    | m.t.            |
| 3  | Blel Kadri             | AG2R La Mondiale          |    | m.t.            |
| 4  | Lilian Jégou           | Bretagne-Schuller         |    | m.t.            |
| 5  | Arnaud Gérard          | La Française des Jeux     |    | m.t.            |
| 6  | Cyril Gautier          | Bbox Bouygues Télécom     |    | m.t.            |
| 7  | Rinaldo Nocentini      | AG2R La Mondiale          | +  | 33 s            |
| 8  | Diego Alejandro Tamayo | CarmioOro-NGC             |    | m.t.            |
| 9  | Nicolas Vogondy        | Agritubel                 |    | m.t.            |
| 10 | Rémi Pauriol           | Cofidis                   |    | m.t.            |